# Matthias Stehmann
Matthias F. W. Stehmann (* 11. Juni 1943) ist ein deutscher Ichthyologe sowie Meeres- und Fischereibiologe, der sich vornehmlich mit der  Rochenordnung Rajiformes befasst.

## Leben
Stehmann absolvierte ab 1962 seine akademische Ausbildung in Zoologie, Limnologie und Meereskunde an der Christian-Albrechts-Universität zu Kiel, wo er 1969 mit der Dissertation Vergleichend morphologische und anatomische Untersuchungen zur Systematik der nordeuropäischen Rochen der Familie Rajidae zum Doktor in den Meereswissenschaften promoviert wurde. Von 1969 bis 2002 war er wissenschaftlicher Mitarbeiter an der Bundesforschungsanstalt für Fischerei in Hamburg, währenddessen er an zahlreichen Forschungsexpeditionen von der Arktis zur Antarktis und im gesamten Atlantischen Ozean teilnahm. 2002 gründete er sein eigenes Forschungslabor ICHTHYS in Hamburg. Stehmann schrieb Beiträge zu den Rochen in faunistischen Checklisten und Handbüchern, darunter Check-list of the Fishes of the NE Atlantic and Mediterranean (1973), Fishes of the NE Atlantic and Mediterranean (1984) und Check-list of the Fishes of the eastern tropical Atlantic (1990), die alle von der UNESCO herausgegeben wurden. Ferner publizierte er eine Fülle von Arbeiten über Knorpelfische und Meeresfische, darunter Illustrated Field Guide to abundant marine fish species in Argentine waters (1979), Angeln im Mittelmeer Angeltechnik, Köder, Fischarten (1989), North Atlantic batoids and chimaeras relevant to fisheries management: A pocket guide (2012), Meeresfische Europas in Nordsee, Ostsee und Atlantik (2013),  Sharks, batoids and chimaeras of the North Atlantic (2013) und Rays of the World (2016).
Stehmann ist Mitglied im Wissenschaftlichen Beirat der Deutschen Elasmobranchier-Gesellschaft.

## Dedikationsnamen
Nach Matthias Stehmann sind die Arten Acroteriobatus stehmanni Weigmann, Ebert & Séret, 2021 Maurolicus stehmanni Parin & Kobyliansky, 1993, Neoraja stehmanni (Hulley, 1972), Paraliparis stehmanni Andriashev, 1986 und Plesienchelys stehmanni (Gosztonyi, 1977) benannt.

## Erstbeschreibungen von Matthias Stehmann
- Apristurus aphyodes Nakaya & Stehmann, 1998
- Apristurus melanoasper Iglésias, Nakaya & Stehmann, 2004
- Bathyraja hesperafricana Stehmann, 1995
- Bathyraja ishiharai Stehmann, 2005
- Bathyraja meridionalis Stehmann, 1987
- Bathyraja papilionifera Stehmann, 1985
- Bathyraja tunae Stehmann, 2005
- Benthobatis kreffti Rincón, Stehmann & Vooren, 2001
- Bythaelurus bachi Weigmann, Ebert, Clerkin, Stehmann & Naylor, 2016
- Dendrophorbium restingae Teles, J.N.Nakaj. & Stehmann
- Dipturus leptocauda (Krefft & Stehmann, 1975)
- Dipturus trachyderma (Krefft & Stehmann, 1975)
- Hydrolagus pallidus Hardy & Stehmann, 1990
- Indobatis Weigmann, Stehmann & Thiel, 2014
- Insentiraja subtilispinosa (Stehmann, 1989)
- Leucoraja compagnoi (Stehmann, 1995)
- Leucoraja leucosticta (Stehmann, 1971)
- Leucoraja longirostris Weigmann, Stehmann, Séret & Ishihara, 2024
- Leucoraja pristispina Last, Stehmann & Séret, 2008
- Malacoraja Stehmann, 1970
- Malacoraja kreffti (Stehmann, 1978)
- Neoharriotta pumila Didier & Stehmann, 1996
- Neoraja africana (Stehmann & Séret, 1983)
- Neoraja caerulea (Stehmann, 1976)
- Neoraja carolinensis McEachran & Stehmann, 1984
- Neoraja iberica Stehmann, Séret, Costa & Baro, 2008
- Notoraja hesperindica Weigmann, Séret & Stehmann, 2021
- Okamejei ornata Weigmann, Stehmann & Thiel, 2015
- Patagonotothen kreffti Balushkin & Stehmann, 1993
- Planonasus Weigmann, Stehmann & Thiel, 2013
- Planonasus parini Weigmann, Stehmann & Thiel, 2013
- Rajella Stehmann, 1970
- Rajella bigelowi (Stehmann, 1978)
- Rajella challengeri Last & Stehmann, 2008
- Rajella paucispinosa Weigmann, Stehmann & Thiel, 2014
- Rajella sadowskii (Krefft & Stehmann, 1974)
- Rhinochimaera africana Compagno, Stehmann & Ebert, 1990
- Sinobatis brevicauda Weigmann & Stehmann, 2016
- Sinobatis kotlyari Stehmann & Weigmann, 2016
- Torpedo adenensis Carvalho, Stehmann & Manilo, 2002